# Pseudoswammerdamia aurofinitella
Pseudoswammerdamia aurofinitella is een vlinder uit de familie van de stippelmotten (Yponomeutidae). De wetenschappelijke naam van de soort werd in 1842 gepubliceerd door Duponchel.